# Liga Bizarro
La Liga Bizarro, también conocida como la Liga de la Justicia Bizarro, es la versión Bizarro de la Liga de la Justicia.

## Historia ficticia del equipo

### Edad del Bronce
Bizarro robó el rayo duplicador imperfecto de Lex Luthor para crear un mundo de Bizarros. Algunos de estos clones locos formaron una versión Bizarro de la Liga de la Justicia. Este equipo hizo cumplir su versión retorcida de la justicia.
El Mundo Bizarro fue destruido en Crisis on Infinite Earths junto con la Liga Bizarro.

### Emperador Joker
Cuando el Joker obtuvo el 99% del poder de Mister Mxyzptlk como parte de la historia del Emperador Joker, recreó la Liga Bizarro y el Mundo Bizarro. Cuando el diablillo recuperó sus poderes, se quedó con el nuevo "Mundo Bizarro".

### Escape del Mundo Bizarro
Bizarro ganó "Bizarro Visión" (lo que le permite hacer clones imperfectos) bajo un sol azul. Bizarro planeó destruir el Mundo Bizarro para ser el reverso de Superman (porque Superman nunca destruiría un planeta). Así que Bizarro-Lex Luthor lideró una revuelta y desató al juggernaut Bizarro-Doomsday. El BL detuvo al gigante arrojándole un tambor de acero. Sin embargo, Bizarro terminó destruyendo el planeta después de todo.

## Miembros
- Bizarro-Superman - es el clon de Superman y el líder y creador del equipo.
- Bizarro-Batman - es el peor detective del mundo y la contraparte de Batman.
- Bizarro-Green Lantern - él es el Bizarro-Hal Jordan y un miembro cobarde de Sinestro Corps.
- Bizarro-Hawkgirl - ella puede volar como su contraparte, pero sus alas parecen ser parte de ella.
- Bizarro-Aquaman - él no sabe nadar.
- Bizarro-Green Arrow - él coloca sus flechas al revés.
- Bizarra-Wonder Woman - ella tiene poderes inversos a los de su contraparte Wonder Woman y anteriormente se la llamaba Bizarro-Wonder Woman.
- Bizarro-Flash -  él fue creado a partir de la "fuerza de la velocidad", lo que lo hace súper rápido e intangible.
- Bizarro-Hawkman
- Bizarro-Cyborg

## Otras versiones
DC Super Friends: en el número 18, había un equipo de Bizarro llamado "Bizarro Super Friends" basado en la Liga Bizarro. Los miembros eran Bizarra, Bizarro, Bizarro-Flash, Batzarro, Bizarro Green Lantern (esta versión era el reverso de John Stewart) y Bizarro Aquaman. Todos ellos, excepto  Bizarro Green Lantern (el reverso de John Stewart), se basaron en las versiones de los personajes de la Edad de Plata. Se basan en una casa móvil en el espacio.

## En otros medios

### Televisión
- En el episodio de The Super Powers Team: Galactic Guardians, "The Bizarro Super Powers Team", Bizarro crea un equipo Bizarro no oficial que es un homenaje a la Liga Bizarro al hacer que Bizarro se parezca a Wonder Woman, Flash y Cyborg.

### Película
- La Liga Bizarro aparece en Lego DC Comics Super Heroes: Justice League vs. Bizarro League. Superman lleva a Bizarro a Mundo Bizarro para evitar que cause problemas. Cuando Darkseid invade el planeta, Bizarro roba un rayo de duplicación de Lex Luthor y lo dispara con Batman, Wonder Woman, Green Lantern (Guy Gardner) y Cyborg, creando a Batzarro, Bizarra, Greenzarro y Cyzarro. También se demostró que sus propiedades afectan negativamente a Wonder Woman (que se vuelve impotente y tropieza constantemente), el anillo de poder de Guy Garnder (que lo limita a hacer solo pollos) y Cyborg (que se está desmoronando).

### Videojuegos
- La Liga Bizarro aparece en Lego Batman 3: Beyond Gotham. En el DLC "Bizarro League", la Liga Bizarro tuvo que proteger el Mundo Bizarro de las fuerzas de Darkseid.